# Санкційна група Єрмака-Макфола
Санкційна група Єрмака-Макфола — міжнародна робоча група незалежних експертів з питань санкцій щодо Росії. Робоча група Єрмака-Макфола напрацьовує перелік документів, стратегій та дорожніх карт, які містять плани та рекомендації щодо впровадження санкцій проти Росії та Білорусі, а також моніторинг їх ефективності. Напрацювання групи використовуються офіційними особами країн санкційної коаліції. Значна частина експертів групи опинились під санкціями Росії.
Міжнародна робоча група була створена за ініціативи Володимира Зеленського. Її очолив керівник Офісу Президента України Андрій Єрмак та директор Інституту міжнародних досліджень Фрімана-Споглі (FSI) Майкл Макфол. Аналітичні матеріали для групи надають KSE Institute, Institute for International Finance, Yale School of Management, а також об’єднання Economists for Ukraine. За дорученням Уряду та Офісу Президента України, KSE Intitute також здійснює моніторинг впровадження санкцій, аналізує їх ефективність та готує інші аналітичні документи щодо необхідності запровадження нових обмежень проти російської економіки. 

## Продукти санкційної групи
- План дій щодо посилення санкцій проти РФ[1];
- Дорожня карта енергетичних санкцій[2];
- Дорожня карта індивідуальних санкцій[3];
- Дорожня карта фінансових санкцій, тощо.[4][5];
- Документ робочої групи #5 Справа про визнання Російської Федерації державою – спонсором тероризму [6];
- Документ робочої групи #6 Чому і як конфіскувати російські суверенні активи, щоб допомогти відбудувати Україну[7];
- Документ робочої групи #7 ІТ та допоміжні технології: Рекомендації щодо санкцій проти Російської Федерації[8];
- Документ робочої групи #8 “Росатом” і цивільна ядерна енергетика: Рекомендації щодо санкцій проти Російської Федерації[9];
- Документ робочої групи #9 Заходи щодо підвищення ефективності санкцій[10];
- Документ робочої групи #10 Запровадження граничної ціни на нафту[11];
- Документ робочої групи #11 План дій 2.0 Посилення санкцій проти Російської Федерації[12];
- Документ робочої групи #12 Посилення санкцій, щоб зупинити постачання західних технологій як допомоги російському ВПК[13];
- Позиційний документ перед зустріччю G7[14];
- Позиційний документ щодо 6-го санкційного пакету[15];
- Позиційний документ щодо європейської енергетичної безпеки та турбіни Siemens[16];
- Позиційний документ щодо необхідності включення Росії з Міжнародної групи з протидії відмивання брудних грошей (FATF)[17];
- Позиційний документ щодо обмеження цін на російські нафтопродукти[18].

## Мета та склад групи
Мета санкційної групи Єрмака-Макфола — надати вичерпний перелік можливих додаткових економічних і політичних заходів щодо посилення санкцій США, Європи та світу проти Росії та Білорусі задля найшвидшого припинення війни Росії проти України. Група українських та міжнародних експертів була створена за ініціативи президента України. Структуру очолили голова Офісу Андрій Єрмак та колишній посол США у Росії, професор Стенфордського університету Майкл Макфол.
В робочій групі працюють понад 100 експертів, більшість з яких представляють США та Україну. Серед них шведсько-американський економіст і дипломат Андрес Ослунд, колишній посол США в Україні Вільям Тейлор, американський політичний соціолог Ларрі Даймонд, американський філософ, політичний економіст і публіцист Френсіс Фукуяма, доцент економіки Кембриджського університету Олександр Роднянський, Спеціальний представник МЗС України щодо санкційної політики Олексій Макеєв, почесний президент Київської школи економіки Тимофій Милованов, керівниця KSE Institute Наталія Шаповал, генеральний директор НАК «Нафтогаз України» Юрій Вітренко, колишній очільник Ощадбанку Андрій Пишний, а також російські економісти Сергій Алексашенко та Сергій Гур'єв, та інші. До групи також входять два секретарі: Владислав Власюк зі сторони України та Бронте Касс зі сторони США. Менеджером з комунікацій міжнародної робочої групи незалежних експертів з питань санкцій щодо Росії є Дарія Зарівна. Експерти постійно пояснюють санкції, їх вплив, наприклад інтерв'ю Власюка.

## Робота над санкційними документами
20 квітня 2022 року був опублікований «План дій щодо Посилення санкцій проти Російської Федерації». Документ містить рекомендації для міжнародної демократичної спільноти стосовно санкційних подальших економічних заходів, які покликані примусити російське керівництва у найкоротші терміни припинити війну в Україні та понести відповідне покарання за вчинені злочини.
План складається із десяти ключових напрямів санкційної політики, серед них зокрема є наступні: розширення нафтогазових санкцій; визнання Росії та Білорусі державами – спонсорами тероризму; посилення індивідуальних санкцій проти певної категорії осіб, які підтримують війну; розширення заходів із контролю за експортом та забороною імпорту, тощо.
10 травня 2022 року міжнародна група щодо санкцій проти Росії опублікували Дорожню карту енергетичних санкцій.
Документ визначає пропозиції, включно з конкретними механізмами, як забезпечити кероване поетапне впровадження повної заборони на імпорт усієї російської нафти та поступового ембарго на імпорт газу з РФ. У Дорожній карті також наведенні стратегії та рекомендації, як країнам Європи позбутися енергетичної залежності від російських енергоносіїв та протидіяти використанню енергетичних ресурсів як зброї.
6 червня 2022 року міжнародна робоча група Єрмака-Макфола щодо санкцій проти Росії представила Дорожню карту індивідуальних санкцій.  Документ визначає завдання санкцій, принципи їх застосування, також окреслені категорії людей, щодо яких мають бути запроваджені персональні санкцій та пропонується стратегія щодо посилення санкційного тиску. Перелік рекомендованих кандидатів, які підлягають санкціям, налічує близько 12 тисяч фізичних і 3 тисяч юридичних осіб. Як зазначено в документі, пріоритет надається списку зі ста найбагатших людей російського Forbes.
23 червня 2022 року міжнародна група Єрмака-Макфола презентувала Дорожню карту фінансових санкцій, що передбачає аналіз впливу раніше запроваджених обмежень на фінансову систему РФ, перелік рекомендацій для посилення тиску на державу-агресора та карту ризиків, що передбачає реалізація санкційної політики. У карті визначено три основні кроки конкретної санкційної політики: накласти повні блокувальні санкції на 30 найбільших російських банків з державним капіталом; цілком відмовитися від надання послуг та співпраці з агресором у фінансовій сфері; запровадити суворі інструменти контролю за виконанням санкцій.
Також у документі пропонуються нові напрями збільшення ринкового та суспільного тиску на компанії, що співпрацюють з Росією, через запровадження нових меж прозорості та розкриття інформації щодо цих організацій.
28 вересня Група випустила Документ про визнання росії-державою спонсором тероризму. Незадовго до цього, з'явився Експлейнер про цей статус. 
25 квітня 2023 року Міжнародна експертна група Єрмака-Макфола представила новий план дій щодо посилення санкцій проти Росії Action Plan 2.0 (План дій 2.0), який став продовженням плану опублікованому торік. Роль цього документу як базису для запровадження важливих санкцій було відзначено Керівником Офісу Президента. Він переконаний, що новий план має бути якомога швидше донесений до світових лідерів і відповідних організацій, які опікуються питанням накладення санкцій.

## Основні напрями санкційної політики
У «Плані дій щодо посилення санкцій проти Росії», презентованому громадськості 20 квітня 2022 року, було визначено десять основних напрямів санкційної політики:  
1. Розширення нафтогазових санкцій: план повної заборони та ембарго на нафту, додаткові імпортні мита на російські енергоносії та план для ЄС щодо забезпечення власних постачань газу.
2. Розширення транспортних та страхових санкцій: заборона морського, наземного та залізничного транспорту з Росії в демократичний світ, за винятком тих, які пов'язані із забезпеченням глобальної продовольчої безпеки; заборонити міжнародне страхування щодо російських та білоруських суб’єктів, а також страхування від Міжнародної групи клубів P&I та положення про сертифікацію комерційних суден щодо будь-яких судноплавних і морських вантажів, що прямують до Росії чи Білорусі або прибувають з них, за винятком випадків, пов’язаних із продовольчою безпекою.
3. Запровадження нових фінансових санкцій: поглибити заходи щодо відключення всіх російських фінансових установ від світової фінансової системи; заборонити надання спеціалізованих послуг фінансових повідомлень для обміну фінансовими даними; запровадження повного переліку санкцій, який накладається на спеціально призначених громадян та організацій, проти всіх російських банків та ввести подібні санкції проти всіх їхніх дочірніх і підставних компаній.
4. Визначити Російську Федерацію державою — спонсором тероризму: визначити Російську Федерацію спонсором тероризму, а Збройні Сили Російської Федерації іноземною терористичною організацією; виключити Росію з Групи фінансових заходів з відмивання грошей; визнати пропутінські, провоєнні політичні партії як організації, що підтримують терористів.
5. Посилення індивідуальних санкцій проти певних категорій осіб: накласти санкції на основні урядові, ЗМІ, інституційні органи та членів їхніх сімей; ухвалити правові заходи, щоб позбавити колишніх урядовців ЄС, Сполучених Штатів та інших країн-союзників і партнерів працювати на будь-якій посаді в радах директорів або персоналі російських державних підприємств або їхніх дочірніх компаній, що перебувають у мажоритарній власності; застосувати санкції до керівників і членів правління компаній, які підпадають під санкції США чи ЄС.
6. Посилення санкції щодо державних підприємств: поступово ввести повні санкції SDN щодо всіх російських та білоруських державних підприємств.
7. Розширення заходів із контролю за експортом та заборон на імпорт: заборонити експорт до Росії всієї стратегічно важливої високотехнологічної продукції, зокрема нафти, скрапленого природного газу та бурового обладнання, таких критичних товарів, як потужні газові турбіни, послуги з обслуговування турбін та постачання їх комплектуючих, а також заборонити постачання металів, мінералів, руд — таких як титан, хром, мідь і молібден — і готову продукцію з них до Росії.
8. Запровадження вторинних санкцій: бути готовим до накладення вторинних санкцій на будь-яку фінансову установу чи компанію, яка своєю діяльністю заповнює втрачений попит на пов’язаний з Росією бізнес, який до того використовувався членами санкційної коаліції.
9. Підвищення прозорості, щоб перешкодити торгівлі та інвестиціям в Росію: зобов'язати юридичні особи та організації розкривати інформацію про існуючі ділові відносини з підприємствами та їх дочірніми підприємствами в Росії та Білорусі; створити та опублікувати реєстр усіх міжнародних компаній, які все ще діють в Росії та Білорусі.
10. Поглиблення координації санкцій та пов'язати зняття санкцій з досягнення миру і подальшою відбудовою: продовжити координацію санкції з ЄС, Сполученими Штатами Америки та іншими союзними країнами і партнерами, щоб гарантувати, що, якщо фізична чи юридична особа підпадає під санкції в одній юрисдикції, вони були застосовані в усіх юрисдикціях; забезпечити функціонування всіх санкції до тих пір, поки Росія не припинить своє вторгнення до України.

## Результати роботи групи
Андрій Єрмак наголосив, що завдяки роботі групи запроваджено ембарго на російську нафту й нафтопродукти, обмеження ціни на них, повні блокувальні санкції приблизно проти 20 найбільших російських банків, а також Росія була позбавлена всіх прав у FATF (Міжнародної групи з протидії відмивання брудних грошей). Крім того, під торговельні обмеження потрапив безпрецедентно широкий список товарів подвійного призначення, накладено індивідуальні санкції на тисячі осіб із різних сфер, створено координаційний механізм імплементації санкцій «Великої сімки».